# 5 heures
5 Heures est une émission radiophonique hebdomadaire initialement diffusée le mercredi après-midi sur la radio publique belge Radio 21 puis Pure FM. Elle est animée par Rudy Léonet et Hugues Dayez (critique de cinéma de la RTBF). A sa création, l'émission durait Cinq heures (14h-19h) et traitait de l'actualité culturelle au sens large. Une partie de l'émission était consacrée au cinéma : Hugues Dayez et Rudy Léonet discutaient sans aucune complaisance des films à l'affiche en Communauté française, dans une ambiance délirante sur fond de "découvertes musicales", tantôt chansons kitsch ou désuètes, tantôt morceaux appréciés par les animateurs. Ces deux présentateurs ont aussi animé l'émission T'en veux ? J'en ai !, également sur Radio 21.
Lors du passage de l'émission sur Pure FM, l'émission a été renommée 5 Heures cinéma, seule la séquence consacrée au 7e art étant maintenue. Elle était alors précédée d'une émission consacrée aux sorties DVD (5 Heures DVD), animée par Geoffroy Klompkes et Rudy Léonet.
Plusieurs extraits musicaux ont servi de générique à l'émission, comme l'instrumental électro-indus du nom de Glory Hole réalisé par Indochine. L'actuel générique de 5 Heures est issu d'un délire coutumier de l'émission sur fond de la chanson Ciné-cinéma de Christian Delagrange.
En octobre 2014 sort le livre "Recommandés par 5 Heures" que Léonet et Dayez qualifient de document de culture-fiction, toutes inspirées de faits réels, racontant leur observation de l'évolution de l'industrie de la culture. Il se vend à 4 000 exemplaires, un score rare pour un premier livre dans le monde l'édition belge.
Une  tournée de cinémas est mise en place pour accompagner la sortie du livre : COD live on Tour, un concept original et interactif qui propose au public de demander des critiques de films à Hugues qui s'exécute de mémoire avec Rudy qui bondit dans la salle en accompagnant la soirée de commentaires hilarants. Une tournée de six dates sold out partout en Belgique s'est clôturée le 12 septembre 2015 à Flagey devant 800 personnes survoltées et  la participation exceptionnelle de  Christian Delagrange.
En septembre 2015, pour ses vingt ans, 5 Heures quitte l'antenne de Pure FM mais se réinvente en continuant néanmoins à être diffusée exclusivement en podcast  chaque semaine et devient le premier programme 100% non-linéaire de l'histoire de la RTBF radio.
L'émission revient toutefois à l'antenne sur La première tous les soirs de la semaine (19h-20h), sous le nom La semaine des 5 Heures.
Les films dont la critique est faite en direct par Hugues Dayez lors des Critic On Demand lors des émissions sont listés ci-dessous.

## Critiques On Demand
| Date       | Film                                                               |
| ---------- | ------------------------------------------------------------------ |
| 2014-02-12 | Jack et la Mécanique du cœur (1ère COD)                            |
| 2014-03-05 | Groundhog day                                                      |
| 2014-03-12 | Alexandre le bienheureux                                           |
| 2014-03-19 | Mulholland Drive                                                   |
| 2014-03-26 | The Graduate                                                       |
| 2014-04-02 | Délivrance                                                         |
| 2014-04-23 | L'Homme de Rio                                                     |
| 2014-04-30 | L'Armée des ombres                                                 |
| 2014-05-21 | La Main du diable                                                  |
| 2014-05-28 | 12 Angry Men                                                       |
| 2014-06-04 | Dupont Lajoie                                                      |
| 2014-06-11 | One Flew Over The Cuckoo's Nest                                    |
| 2014-06-18 | La Nuit américaine                                                 |
| 2014-09-03 | Billy Elliot                                                       |
| 2014-09-10 | Le Jour et la Nuit                                                 |
| 2014-09-17 | Purple Rose Of Cairo                                               |
| 2014-10-01 | African Queen                                                      |
| 2014-10-08 | Belle De Jour                                                      |
| 2014-10-15 | The Third Man                                                      |
| 2014-10-22 | Le Dernier Métro                                                   |
| 2014-11-05 | Brazil                                                             |
| 2014-11-12 | French Connection                                                  |
| 2014-11-19 | Jungle Book                                                        |
| 2014-11-26 | Who's Afraid of Virginia Woolf?                                    |
| 2014-12-03 | Sunset Boulevard                                                   |
| 2014-12-10 | Midnight Cowboy                                                    |
| 2014-12-17 | Pranzo di ferragosto (Le Déjeuner du 15 août)                      |
| 2015-01-07 | La Prisonnière                                                     |
| 2015-01-21 | Village Of The Damned (1960)                                       |
| 2015-01-28 | Panique (1946)                                                     |
| 2015-02-04 | Tintin et le Lac aux requins                                       |
| 2015-02-11 | Soylent Green                                                      |
| 2015-02-25 | The Name Of The Rose                                               |
| 2015-03-04 | L'aventure c'est l'aventure                                        |
| 2015-03-11 | Le Vieux Fusil                                                     |
| 2015-03-18 | Witness For the Prosecution                                        |
| 2015-03-25 | The Crying Game                                                    |
| 2015-04-01 | What's Eating Gilbert Grape                                        |
| 2015-04-29 | A Fish Called Wanda                                                |
| 2015-05-06 | Duel                                                               |
| 2015-05-27 | Annie Hall                                                         |
| 2015-06-03 | The Remains Of The Day                                             |
| 2015-06-10 | Marathon Man                                                       |
| 2015-06-17 | L'Air de rien / Tandem                                             |
| 2015-09-02 | Tess                                                               |
| 2015-09-09 | Dog Day Afternoon                                                  |
| 2015-09-23 | L'Été meurtrier                                                    |
| 2015-09-30 | Sense And Sensibility                                              |
| 2015-10-07 | Incendies / V For Vendetta / The Prestige                          |
| 2015-10-14 | Gosford Park                                                       |
| 2015-10-28 | Lolita                                                             |
| 2015-11-11 | Coco Avant Chanel                                                  |
| 2015-11-18 | Lord Of War                                                        |
| 2015-11-25 | Un éléphant ça trompe énormément                                   |
| 2015-12-09 | Le pont de la Rivière Kwai                                         |
| 2016-01-06 | Thelma & Louise                                                    |
| 2016-01-13 | The Hunger                                                         |
| 2016-01-27 | Le Grand Restaurant                                                |
| 2016-02-03 | Les Galettes de Pont-Aven                                          |
| 2016-02-10 | Kramer contre Kramer                                               |
| 2016-02-24 | Morte a Venezia                                                    |
| 2016-03-02 | Les Tricheurs                                                      |
| 2016-03-16 | Le Fils de l'épicier                                               |
| 2016-04-13 | Notting Hill                                                       |
| 2016-04-20 | Gosford Park                                                       |
| 2016-04-27 | Casque d'or                                                        |
| 2016-05-04 | Witness                                                            |
| 2016-05-11 | Todo sobre mi madre                                                |
| 2016-05-25 | Drive                                                              |
| 2016-06-01 | La Fille sur le pont                                               |
| 2016-06-08 | Hors de prix                                                       |
| 2016-06-15 | Le Chat                                                            |
| 2016-09-06 | Paths of Glory                                                     |
| 2016-10-11 | Who Framed Roger Rabbit                                            |
| 2016-10-18 | Mystic River                                                       |
| 2016-10-26 | Le cave se rebiffe                                                 |
| 2016-11-08 | Pleure pas la bouche pleine !                                      |
| 2016-11-15 | Doctor Dolittle                                                    |
| 2016-11-22 | Les Grands Ducs                                                    |
| 2016-11-29 | Un taxi pour Tobrouk                                               |
| 2016-12-06 | The Exorcist                                                       |
| 2016-12-14 | Faut pas prendre les enfants du bon Dieu pour des canards sauvages |
| 2017-01-17 | Postcards from the Edge                                            |
| 2017-01-24 | Mary Poppins                                                       |
| 2017-01-31 | Le Magnifique                                                      |
| 2017-02-14 | Dracula                                                            |
| 2017-02-21 | Lawrence of Arabia                                                 |
| 2017-03-07 | Francis Blanche (Comédien on Demand)                               |
| 2017-03-14 | Les Aventuriers                                                    |
| 2017-03-21 | Das Leben der Anderen                                              |
| 2017-03-28 | Out of Africa                                                      |
| 2017-04-18 | La Soupe aux choux                                                 |
| 2017-04-25 | Rain Man                                                           |
| 2017-04-25 | Fearless                                                           |
| 2017-05-16 | L'enfer                                                            |
| 2017-05-31 | The Apartment                                                      |
| 2017-06-06 | Toto le héros                                                      |
| 2017-06-13 | L'Été en pente douce                                               |

## Critiques On Demand Live

### Louvain-La-Neuve 5-11-2014
- Donnie Darko
- Les Secrets professionnels du docteur Apfelglück
- Les Yeux sans visage
- Un singe en hiver
- La Meilleure Façon de marcher
- Cineman
- Astérix : mission Cléopâtre
- Fight Club
- Shawshank Redemption
- The Constant Gardener
- Memento
- Suzanne
- Exotica
- Life of Brian

### Mons 22-01-2015
- The Dark Knight
- The Man Who Would Be King
- Ed Wood
- Les Herbes Folles
- Little Miss Sunshine
- La Cérémonie
- Marnie
- Chinatown
- Dune
- Un Prophète
- Morning Glory
- Freaks (1932)
- Most Violent Year

### Charleroi 05-05-2015
- Falling Down
- Funny Games
- Central do Brasil
- Only Lovers Left Alive
- Zoolander (by Rudy Leonet)
- Modern Times
- Profumo Di Donna
- Les Tontons flingueurs
- Les Apprentis
- C'est arrivé près de chez vous
- Requiem For A Dream
- Philip Seymour Hoffman (Comédien On Demand)
- Divergent
- Marbie, star de Couillu-les-Deux-Églises
- Jean-Jacques Rousseau ("hommage" à un réalisateur Carolo récemment décédé)
- Spoorloos - 'The Vanishing'
- Some Like It Hot

### Flagey 12-09-2015
- Le Triporteur (et la carrière de Darry Cowl)
- La Patinoire
- After Hours
- The Goonies
- Who's Afraid Of Virginia Woolf
- Olivier, Olivier
- Simon Werner a Disparu...
- Bianca Neve
- Ascenseur Pour l'échafaud
- Operation Corned Beef
- A Clockwork Orange
- Deux Heures Moins Le Quart Avant Jesus Christ
- Le Prix Du Danger
- Jagten
- Blowup
- A Bout De Souffle
- Chicken Run
- Alice In Wonderland
- Forrest Gump

### Toison D'Or 08-03-2016
- Terminator II
- Dr. Strangelove or: How I Learned to Stop Worrying and Love the Bomb
- Tais-Toi!
- Pump Up The Volume
- Some Like It Hot
- Querelle
- Dogville
- Russ Meyer (Director on Demand)
- Jason Biggs (Comedian On Demand)
- Calvaire
- Never Say Never Again
- Angel Heart
- The Believers
- Alan Rickman (Comedian on Demand)

### Namur 19-04-2016
- Les portes de la gloire
- Bill Murray (Comédien on Demand)
- Saló o le 120 giornate di Sodoma
- 2001: A Space Odyssey
- Murder by Death (Et le genre de film "enquÍte sur un meurtre")
- The Departed
- All About Eve
- Salut l'artiste
- Germinal
- The Grand Budapest Hotel
- 12 Angry Men
- About Time

### Habbay-La-Neuve 08-06-2016
- Two Lovers
- Calvaire
- A Perfect Day
- Jodie Foster (Comédienne On Demand)
- Home for the Holidays
- Garde à vue
- Il postino
- My Life Without Me
- La piel que habito
- Je suis mort mais j’ai des amis
- Goodfellas
- La Vérité
- Tommy Lee Jones (Comédien On Demand)
- Badlands
- C'era una volta il West
- The AristoCats
- Diamant noir (Film de la soirée)

### Flagey 10-09-2016
- Peau d'âne
- Heat
- Plein soleil
- Panique au village / Pic-Pic, André et leurs amis
- Emma Thompson / Meryl Streep (Comédienne On Demand)
- La meglio gioventù
- At Play in the Fields of the Lord
- La Trilogie du dollar (Per un pugno di dollari, Per qualche dollaro in più, Il buono, il brutto, il cattivo)
- Vanilla Sky / Mulholland Dr.
- Good Bye Lenin!
- Brighton Rock
- The Broken Circle Breakdown
- Caligula
- Terry Gilliam (Director On Demand)
- Barbarella
- Into the Wild
- Caro diario
- Black Mass
- The Fog
- Captain Fantastic (Film de la soirée)

### Toison D'Or 27-11-2016
- Velvet Goldmine
- Shaun of the Dead (et film de type "parodie de film de genre")
- Cool Hand Luke
- Dead Ringers
- All the President's Men
- Three Days of the Condor
- Papillon
- Il portiere di notte
- L'Ennui
- Serpico
- Rope
- Birdman
- Body Double
- American Beauty
- Zardoz
- Superbad (par Rudy Leonet)
- Old Boy
- Fantastic Mr. Fox
- Peter's Friends
- Village of the Damned (Film de la soirée)

### Toison D'Or 28-11-2016
- The Outsiders / Rumble Fish
- Marnie
- C'est arrivé près de chez vous
- The Imitation Game
- Les nuits fauves
- Ensemble, nous allons vivre une très, très grande histoire d'amour...
- Trust
- Naked
- The Adventures of Baron Munchausen
- Twin Peaks: Fire Walk with Me
- Relatos salvajes
- Faa yeung nin wa
- Love Actually
- Mulholland Dr.
- Dangerous Liaisons vs Valmont
- Breakfast at Tiffany's
- Frank (Film de la soirée)

### Quai 10 21-01-2017
- Prisoners
- Wargames (et les jeux vidéo dans les films)
- Dancer in the Dark
- Baise-moi
- The Verdict
- Fame
- La 7ème compagnie au clair de lune
- Twin Peaks: Fire Walk with Me
- Eternal Sunshine of the Spotless Mind
- L'amant
- The Deer Hunter
- Taxi Driver
- Secrets & Lies
- Les films de mousquetaires
- Hommage à "Caroline", auditrice qui a permis de lancer l'idée de la COD le 12 février 2014 en demandant à Hugues Dayez la critique d'un film non parue le jour de sa sortie: Jack et la Mécanique du cœur.